# زمان ازدست‌رفته
زمان ازدست‌رفته فیلمی به کارگردانی و نویسندگی پوران درخشنده محصول سال ۱۳۶۸ است.

## خلاصه داستان
دکتر شکیبه مؤید، پزشک حاذق نازایی، پس از ده سال زندگی مشترک با شوهرش از داشتن فرزند محروم است...

## بازیگران
- پریسا ملاز
- هدا نیک روی
- هانیه خلیلی
- هانیه دلیر
- غزال والا
- مرجان صادقی
- فرامرز صدیقی
- ساناز صحتی
- تانیا جوهری
- افسر اسدی
- ژاله علو
- شهلا ریاحی
- پوراندخت مهیمن
- علی اصغر گرمسیری
- داریوش اسدزاده
- جهانگیر فروهر
- بهزاد رحیم خانی
- پروین سلیمانی
- مهری مهرنیا
- سولماز اصغرزاده